# 村田知沙
村田 知沙（むらた ともさ、2月5日 - ）は、日本の女性声優。

## 来歴
漫画をあまり読まない家庭で育ったが、友人宅で漫画『姫ちゃんのリボン』を見て一瞬で熱中し、同作のヒロインが演劇部に所属していることに憧れ、「私も彼女みたいにいろんな役を演じてみたい」と思うようになる。その後、アニメや声優が好きな友人ができて声優を知り、アニメや声優のラジオを聴くようになってから「私もこの人たちみたいに、声でたくさんの人たちに元気やパワーを与えていきたい」と思うようになり、声優を目指す。
以前はメディアフォース、ディーカラーに所属していた。所属事務所ACT.OZに大幅な事業転換があり、2019年5月末付けで退所し、フリーとなる。
2023年4月17日、声優事務所ASlink Projectと業務提携することが発表され、6月にはトイプリッズとも業務提携していることが明かされた。

## 人物
趣味は読書、映画鑑賞。特技はネイル、イラスト、リボンの小物作り。
一卵性双生児の姉がいる。

## 出演
太字はメインキャラクター。

### テレビアニメ
- 涼宮ハルヒの憂鬱（2009年版）（2009年、女子小学生）
- 伝説の勇者の伝説（2010年、イリス・エリス）
- 未来日記（2011年、我妻由乃）
- 戦国コレクション（2012年、エンジェル）
- ログ・ホライズン（2013年、フエヴェル）
- ガールフレンド（仮）（2014年、新田萌果[8]）
- 真・中華一番!（2021年、リコ）
- 虚構推理 Season2（2023年、女幽霊）

### 劇場アニメ
- 劇場版 K MISSING KINGS（2014年）
- シン・エヴァンゲリオン劇場版𝄇（2021年[9]）

### OVA
- 未来日記（2010年 - 2013年、我妻由乃） - 2作品[一覧 1]

### Webアニメ
- クラレちゃん（2008年、クラレ）
- ゆけ!小英くん（2012年、ミヨちゃん）

### ゲーム
2012年
- 未来日記 13人目の日記所有者 RE:WRITE（我妻由乃）
- ガールフレンド（仮）（新田萌果）
- DUNAMIS15

2013年
- 限界凸騎 モンスターモンピース（モンスター娘）

2014年
- FREEDOM WARS フリーダムウォーズ
- BREAK雀BURST（エルフリーデ）

2016年
- くちゅくちゅる
- サウザンドメモリーズ（極鎖の捕縛者アム、敢譚の美剣姫エラリィ）
- ガールフレンド（♪）（新田萌果）

2018年
- まいてつ -pure station-（路子）

2019年
- アルカ・ラスト 終わる世界と歌姫の果実（クルエラ）

2020年
- 東方LostWord
- 戦姫ストライク（ボニー）
- Cresteaju（シンディ）

2022年
- ユグドラ・レゾナンス（サファイア）

### 吹き替え
- 更年奇的な彼女（2015年、ラオ・バイ）
- ザ・チャンプ 伝説のファイター（テディ）
- PRIVATE（テイラー）

### パチスロ・パチンコ
- パチスロうる星やつら3（2013年、じんじゃあ）
- パチスロ未来日記（2016年、我妻由乃[13]）
- パチンコ未来日記（2018年、我妻由乃[14]）

### ボイスオーバー
- ナショナルジオグラフィックチャンネル

### ボイスコミック
- テレビ番組『おはスタ』内ヴォイスコミック（2013年）
  - 恐怖学校伝説〜呪われた櫛〜（七海）
  - 人間回収車
- 狂おしい程に貴方を（2015年、小春日和）
- 夏の盆に（2021年、守屋千夏）
- えぶりでいホスト（2021年、姫）
- Qyootie Q! -麒麟娘と婚約事情-（2024年、チシャ）

### ドラマCD
2009年
- あっちこっち
- バブンチョフ物語〜おでと日記とレモンとナッツとぬんぬん〜（レモン）

2010年
- ドリームクラブ vol.1（空手部部員）

2011年
- アイドルマスター2 眠り姫※ドラマCD付特装版
- 俺の彼女と幼なじみが修羅場すぎる（青葉さん）
- 子ひつじは迷わない 走るひつじが1ぴき・前編（生徒A）
- 葬儀屋リドル（幽霊少女1）
- 伝説の勇者の伝説 キャラクターフューチャリングCD ライナ編（イリス・エリス）
- バスルームより愛を込めて〜目眩く受難は蜜の味〜（女生徒）

2012年
- アリアンロッド・サガ ファンブック Kind of Magic ボイスドラマ『裏目軍師は伊達じゃない』（ドラン・ベレレン）
- 笑って!外村さん

2013年
- ログ・ホライズン（大地人の女の子）※第七巻ドラマCD付特装版

2014年
- RE:BORN〜仮面の男とリボンの騎士〜（バイオレット）※コミックス第1巻ドラマCD同梱版

2016年
- みみとしっぽと添い寝の話-Tale SAKURA-（さくら）

2017年
- みみとしっぽと添い寝の話-After Stories Tale SAKURA-（さくら）

2018年
- あめふらし（あめふらし）

2019年
- 怪盗ではない海藤ルミ子（ティアラ）

### ラジオ
※はインターネット配信。
- 太紀・玲子のドリゲッチュ（サブパーソナリティ、）
- HappyTimerの作り方（2009年）
- メディアフォースWEBラジオドラマ（2012年 - 2014年）

### ラジオドラマ
- 碧風高原鉄道へようこそ（ハセベさん）
- メディアフォースWEBラジオドラマ
  - 赤い糸
  - 眠れぬ夜に 女性版
  - 眠れぬ夜に 男性版（進行）

### インターネットテレビ番組
- ともさーやの冒険（仮）（2014年7月2日 - 、YouTube）
- ハンバーガーちゃん絵日記（2020年10月30日 - 、COMITV YouTube）
- 後輩の召喚術師に困ってます。（2021年1月4日 - 、COMITV YouTube）
- レリセッゴ（2021年1月13日 - 、COMITV YouTube）

### 映像商品
- 未来日記 The Live World Blu-ray（2013年11月29日）

### 舞台
- 水の輪朗読発表会〜雅つむぐ今〜（2015年8月29日・8月30日、Space BAHARA）
- MRUwDA311東日本復興支援LIVE2015「The Great Story of Little Tree」（2015年11月7日、二松學舎大学九段キャンパス中洲記念講堂）

## ディスコグラフィ

### キャラクターソング
| 発売日        | 商品名                                                    | 歌                                       | 楽曲                       | 備考                                   |
| ------------- | --------------------------------------------------------- | ---------------------------------------- | -------------------------- | -------------------------------------- |
| 2011年6月22日 | 伝説の勇者の伝説 第9巻Blu-ray限定特典キャラクターソングCD | フェリス（高垣彩陽）、イリス（村田知沙） | 「だんご神姉妹」           | テレビアニメ『伝説の勇者の伝説』関連曲 |
| 2012年2月29日 | 未来日記 INSPIRED ALBUM Vol.2 〜因果律デシベル〜          | 我妻由乃（村田知沙）                     | 「願いは未来を生きている」 | テレビアニメ『未来日記』関連曲         |
| 2017年5月17日 | ガールフレンド（仮） キャラクターソングシリーズ Vol.05    | シンフォニア                             | 「I Say,I Love」           | ゲーム『ガールフレンド（仮）』関連曲   |

### その他参加楽曲
| 発売日         | 商品名                          | 歌       | 楽曲                   | 備考                                    |
| -------------- | ------------------------------- | -------- | ---------------------- | --------------------------------------- |
| 2017年10月27日 | Team-OZ Collection 10years BEST | 村田知沙 | 「おもいでをかさねて」 | ゲーム『まいてつ -pure station-』関連曲 |

### シリーズ一覧
1. ↑  単行本第11巻 プレミアムアニメDVD付き限定版（2010年）、単行本『未来日記リダイヤル』オリジナルアニメDVD同梱（2013年）

### ユニットメンバー
1. ↑  有栖川小枝子（中原麻衣）、白鳥詩織（高橋美佳子）、新田萌果（村田知沙）、雪風真弥（斎藤楓子）